# قمة البريكس 2013
قمة بريكس 2013 هي القمة السنوية الخامسة لبلدان البريكس، وهو مؤتمر للعلاقات الدولية حضره رؤساء الدول أو رؤساء حكومات الدول الأعضاء الخمس وهم: البرازيل وروسيا والهند والصين وجنوب إفريقيا. عقدت القمة في ديربان، جنوب أفريقيا في عام 2013.

## الخلفية
جاء في إعلان في ختام قمة بريكس لعام 2012: "تعرب البرازيل وروسيا والهند والصين وجنوب أفريقيا عن شكرها لاقتراح استضافة القمة الخامسة في 2013، وتعتزم تقديم دعم شامل لها". كان من المنتظر من القمة أن يبحث فيه قادة بريكس تأسيس بنك تنمية جديد، وقد قال ميخائيل مارجيلوف أن القادة سيتطلعون للتوصل إلى اتفاق بشأن حجم رأس المال الابتدائي.

## المشاركون
| الدولة       | الممثل         |
| ------------ | -------------- |
| جنوب إفريقيا | جاكوب زوما     |
| روسيا        | فلاديمير بوتين |
| الهند        | مانموهان سينغ  |
| الصين        | شي جين بينغ    |
| البرازيل     | ديلما روسيف    |

## المناقشات
بدأت القمة في 26 مارس في تمام الساعة 17:30 بتوقيت جرينتش. وكان من بين الموضوعات الهامة التي تمت مناقشتها إنشاء بنك تنمية. وكانت الخلافات حول البنك تتعلق بما سيفعله وكيف سيوفر عائدًا عادلًا على الاستثمار الأولي البالغ حوالي 100 مليار دولار أمريكي.

### ردود الفعل
صرح الرئيس المضيف جاكوب زوما عن القمة بأنها يمكن أن تعالج المشاكل الاقتصادية لجنوب إفريقيا، مثل ارتفاع معدلات البطالة. وأضاف قائلا: «بريكس توفر فرصة لجنوب إفريقيا لتعزيز قدرتها التنافسية. إنها فرصة للمضي قدمًا في حملتنا لتعزيز النمو الاقتصادي ومواجهة تحدي الفقر وعدم المساواة والبطالة الذي يعاني منه بلدنا».
وقال دانييل توينينج من صندوق مارشال الألماني: «من المفارقات أن الانقسامات داخل مجموعة البريكس هي التي تشير بشكل أكثر دقة إلى مستقبل النظام العالمي: التوترات بين الصين والبرازيل بشأن التجارة، والهند بشأن الأمن، وروسيا بشأن الوضع الذي يسلط الضوء على الصعوبة التي ستواجهها بكين في دعم مطالبتها بالزعامة العالمية». على الرغم من الآمال الكبيرة لقمة 2013 لم تساهم القمة كما خطط لها.

## روابط خارجية
- الموقع الرسمي نسخة محفوظة 18 يوليو 2014 على موقع واي باك مشين..